# Receptor sensorial
Num sistema sensorial, um receptor sensorial é a estrutura que reconhece um estímulo no ambiente interno ou externo de um organismo.[carece de fontes?]
Os receptores sensoriais localizam-se nos órgãos dos sentidos e são terminais nervosos com a capacidade de receber um determinado estímulo e transformá-lo em impulso nervoso. Esses receptores são classificados de acordo com a natureza do estímulo para os quais são sensíveis:
- Quimiorreceptores, Detectam substâncias químicas na boca ( gosto ), no nariz ( cheiro ) e nos líquidos corporais.
- Fotorreceptores, Detectam a luz que alcança a retina do bulbo do olho, chamado de bulbo ocular.
- Termorreceptores, Detectam sensíveis mudanças da temperatura.
- Mecanorreceptores, Detectam a pressão mecânica que fornecem sensações de tato, pressão, vibração, priocepcão, audição e equilíbrio que também monitoram a distensão dos vasos sanguíneos e dos órgãos internos.
- Osmorreceptores

Numa classificação mais geral, podem considerar-se três tipos principais de receptores sensoriais:
- exteroceptores, que recebem estímulos do exterior do animal,
- visceroceptores, que recebem estímulos dos órgãos internos, e
- proprioceptores, localizados principalmente nas articulações, músculos e tendões, dão ao sistema nervoso central informações sobre a posição do corpo ou sobre a força que é necessário aplicar[1].

No corpo humano existem vários tipos especializados de receptores sensoriais, entre os quais:
- terminações nervosas livres
- discos de Merkel
- receptores dos folículos pilosos
- corpúsculos de Pacini- pressâo
- corpúsculos de Meissner
- corpúsculos de Krause (frio) e Rufinni (calor)
- fusos neuromusculares
- corpúsculos tendíneos ou corpúsculos de Golgi
- sistema vestibular